# Giáo hoàng đối lập Gioan XVI
Gioan XVI, tên thật là Johannes Philagathos, các sử gia Latinh thường gọi là Piligato hoặc Filagatto (mất khoảng năm 1001) là một giáo hoàng đối lập từ năm 997 đến 998.
Ông sinh tại Rossano trong vùng lãnh thổ Byzantine thuộc miền nam Italy. Ông là giáo sĩ của Theophanu, hoàng hậu của hoàng đế Otto II (973-983) đến từ Constantinopolis. Hai lần ông đã hành động như đặc sứ của hoàng đế Otto II tại Italy vào năm 980 và 982, chính vì thế, ông đã được bổ nhiệm làm trưởng tu viện Nonantola từ năm 991 đến 992. Trong thời gian ít lâu lưu lại tại Ý, ông đã được chọn làm trợ giảng cho con trai của hoàng đế khi đó mới 7 tuổi, tức Otto III sau này.
Với sự thuyết phục của hoàng hậu, ông đã được bổ nhiệm làm Giám mục của Piacenza và được chọn làm người hộ tống con gái út của Otto đến Consantinople. Sau khi hoàng đế Otto II qua đời, con trai của ông Otto III (983-1002) đã ủng hộ Giáo hoàng Gioan XV (985-996) dẫn đến một cuộc nổi loạn của một nhóm những người giàu có và tầng lớp quý tộc La Mã mà đại diện là Crescentius. Otto III đã dừng lại việc ủng hộ vua Lombardy ở Pavia và không thể đến tới Rôma trước khi Giáo hoàng bị giết hại. Khi tới được Rôma, Otto III đã dùng ảnh hưởng để bầu chọn một người anh em họ của ông là Bruno của Carinthia lên ngôi Giáo hoàng Gregory V (996-999) và vị Giáo hoàng mới đã đội vương miện cho hoàng đế Otto III vào ngày 21 tháng 5 năm 996.
Sau khi Otto III trở về Đức, các nhóm chống đối ở Rôma do Crescentius lại nổi dậy truất phế Gregory V và với sự hỗ trợ tích cực của Hoàng đế đông phương Basil II, họ đã tôn phong Gioan như là Giáo hoàng với tông hiệu Gioan XVI (997-998). Tuy nhiên, một hội nghị Giám mục phương Tây ở Pavia, thủ đô của đế quốc Ý đã bày tỏ sự ủng hộ đối với Gregory V và rút phép thông công Gioan.
Cuộc nổi dậy của Crescentius II đã dẫn đến quyết định đàn áp của hoàng đế Ottto III. Lần thứ hai quân đội tiến vào Rôma vào tháng 2 năm 998. Gioan XVI đã bỏ chạy nhưng quân đội của hoàng đế đã đuổi theo và bắt được ông. Ông đã cắt đứt mũi, tai và lưỡi, chặt đứt các ngón tay và chọc mù mắt để ông không thể viết được nữa. Đồng thời, ông cũng bị giáng chức công khai trước Otto II và Gregory V. Với sự can thiệp của thánh Nilus trẻ, ông đã được tha mạng và được đưa tới tu viện ở Furda, Đức nơi ông qua đời vào khoảng năm 1001.